# Amazonas (Venezuela)
Amazonas ist der flächenmäßig zweitgrößte Bundesstaat Venezuelas mit einem Anteil von rund 19,4 % an der Gesamtfläche des Landes. Die Hauptstadt dieses Bundesstaates ist Puerto Ayacucho. Bis 1928 war dies San Fernando de Atabapo. Obwohl der Staat nach dem Amazonas benannt ist, liegt der größte Teil jedoch im Gebiet des Orinoco.

## Verwaltungsgliederung

Verwaltungsgliederung des Staates Amazonas

Der Bundesstaat Amazonas gliedert sich in folgende Bezirke (Municipios): 
| Bezirk       | Regierungssitz          | Fläche km² | Bevölkerung 2008 | Bevölkerungsdichte |
| ------------ | ----------------------- | ---------- | ---------------- | ------------------ |
| Alto Orinoco | La Esmeralda            | 49.217     | 14.222           |                    |
| Atabapo      | San Fernando de Atabapo | 25.062     | 12.797           |                    |
| Atures       | Puerto Ayacucho         | 7.302      | 91.386           |                    |
| Autana       | Isla Ratón              | 12.291     | 8.181            |                    |
| Manapiare    | San Juan de Manapiare   | 32.042     | 9.658            |                    |
| Maroa        | Maroa                   | 13.082     | 8.181            |                    |
| Río Negro    | San Carlos de Río Negro | 37.903     | 9.658            |                    |

## Landeshymne
- Himno del Estado Amazonas